# Ліпіни (гміна Осек-Мали)
Ліпіни (пол. Lipiny) — село в Польщі, у гміні Осек-Малий Кольського повіту Великопольського воєводства.
Населення — 199 осіб (2011).
У 1975-1998 роках село належало до Конінського воєводства.

## Демографія
Демографічна структура станом на 31 березня 2011 року:
|          | Загалом | Допрацездатний вік | Працездатний вік | Постпрацездатний вік |
| -------- | ------- | ------------------ | ---------------- | -------------------- |
| Чоловіки | 92      | 22                 | 63               | 7                    |
| Жінки    | 107     | 29                 | 61               | 17                   |
| Разом    | 199     | 51                 | 124              | 24                   |